# Casanova de la Rebollosa
Casanova de la Rebollosa és una masia situada al municipi d'Olius, a la comarca catalana del Solsonès. De grans proporcions, va ser reconstruït al segle xvii.
El 2013 l'ajuntament de Solsona hi ha construït un centre de Recollida de Gossos.